# Anaplectoides colorata
Anaplectoides colorata är en fjärilsart som beskrevs av Corti och Max Wilhelm Karl Draudt 1933. Anaplectoides colorata ingår i släktet Anaplectoides och familjen nattflyn. Inga underarter finns listade i Catalogue of Life.